# ダラス市長
ダラス市長 (英語：Mayors of Dallas) は、アメリカ合衆国のテキサス州ダラスの市長である。
| 代 | 在任期間        | 氏名                                 |
| -- | --------------- | ------------------------------------ |
| 初 | 1856年 - 1857年 | サミュエル・B・プライヤー            |
| 2  | 1857年 - 1858年 | ジョン・マククランナハン・クロケット |
| 3  | 1858年          | アイザック・ネイラー                 |
| 4  | 1858年 - 1859年 | A・D・ライス                         |
| 5  | 1859年 - 1861年 | ジョン・M・クロケット (2期目)        |
| 6  | 1861年          | J・L・スミス                         |
| 7  | 1861年 - 1862年 | トーマス・E・シャーウッド            |
| -  | 1862年 - 1865年 | 南北戦争により空席。                 |
| 8  | 1865年 - 1866年 | ジョン・M・クロケット (3期目)        |
| 9  | 1866年          | ジョン・W・レイン                    |
| 10 | 1866年 - 1868年 | ジョージ・W・ゲス                    |
| 11 | 1868年 - 1870年 | ベンジャミン・ロング                 |
| 12 | 1870年 - 1872年 | ヘンリー・アーベイ                   |
| 13 | 1872年 - 1874年 | ベンジャミン・ロング (2期目)         |
| 14 | 1874年 - 1876年 | ウィリアム・ルイス・キャベル         |
| 15 | 1876年 - 1877年 | ジョン・D・カーフット                |
| 16 | 1877年 - 1879年 | ウィリアム・ルイス・キャベル (2期目) |
| 17 | 1879年 - 1880年 | J・M・サーモンド                     |
| 18 | 1880年 - 1881年 | J・J・グッド                         |
| 19 | 1881年 - 1883年 | J・W・クローダス                     |
| 20 | 1883年 - 1885年 | ウィリアム・ルイス・キャベル (3期目) |
| 21 | 1885年 - 1887年 | ジョン・ヘンリー・ブラウン           |
| 22 | 1887年 - 1894年 | ウィンシップ・C・コナー              |
| 23 | 1894年 - 1895年 | ブライアン・T・バリー                |
| 24 | 1895年 - 1897年 | F・P・ホーランド                     |
| 25 | 1897年 - 1898年 | ブライアン・T・バリー (2期目)        |
| 26 | 1898年 - 1900年 | ジョン・H・トレイラー                |
| 27 | 1900年 - 1904年 | ベン・E・キャベル                    |
| 28 | 1904年 - 1906年 | ブライアン・T・バリー (3期目)        |
| 29 | 1906年 - 1907年 | カーティス・P・スミス                |
| 30 | 1907年 - 1911年 | スティーブン・J・ヘイ                |
| 31 | 1911年 - 1915年 | W・M・ホーランド                     |
| 32 | 1915年 - 1917年 | ヘンリー・D・リンズレイ              |
| 33 | 1917年 - 1919年 | ジョー・E・ローサー                  |
| 34 | 1919年 - 1921年 | フランク・W・ウーゼンクラフト        |
| 35 | 1921年 - 1923年 | サニー・R・アルドリッジ              |
| 36 | 1923年 - 1927年 | ルイ・ブレイロック                   |
| 37 | 1927年 - 1929年 | R・E・バート                         |
| 38 | 1929年 - 1931年 | J・ワディ・テイト                    |
| 39 | 1931年 - 1932年 | T・L・ブラッドフォード               |
| 40 | 1932年 - 1935年 | チャス・E・ターナー                  |
| 41 | 1935年 - 1937年 | ジョージ・サージャント               |
| 42 | 1937年 - 1939年 | ジョージ・スピローグ                 |
| 43 | 1939年 - 1947年 | ウッドボール・ロジャース             |
| 44 | 1947年 - 1949年 | J・R・テンプル                       |
| 45 | 1949年 - 1951年 | ウォレス・H・サベージ                |
| 46 | 1951年 - 1953年 | ジャン・バティスト・アドウイ         |
| 47 | 1953年 - 1961年 | ロバート・L・ソーントン              |
| 48 | 1961年 - 1964年 | アール・キャベル                     |
| 49 | 1964年 - 1971年 | エリック・ジョンソン                 |
| 50 | 1971年 - 1976年 | ウェス・ワイズ                       |
| 51 | 1976年          | アドレネゲ・ハリソン                 |
| 52 | 1977年 - 1981年 | ロバート・フォルサム                 |
| 53 | 1981年 - 1983年 | ジャック・ウィルソン・エヴァンス     |
| 54 | 1983年 - 1987年 | スターク・テイラー                   |
| 55 | 1987年 - 1991年 | アネット・シュトラウス               |
| 56 | 1991年 - 1995年 | スティーブ・バートレット             |
| 57 | 1995年 - 2002年 | ロナルド・カーク                     |
| 58 | 2002年 - 2007年 | ローラ・ミラー                       |
| 59 | 2007年 - 2011年 | トム・レッパート                     |
| 60 | 2011年          | ドワイン・キャラウェイ               |
| 61 | 2011年 - 2019年 | マイク・ローリングス                 |
| 62 | 2019年 - 現在   | エリック・ジョンソン                 |